# Наливайченко, Валентин Александрович
Валенти́н Алекса́ндрович Налива́йченко (укр. Валентин Олександрович Наливайченко; род. 8 июня 1966, Запорожье) — украинский государственный и политический деятель, народный депутат Украины IX созыва.
Председатель Службы безопасности Украины в 2006—2010 годах (до 2009 — и. о. председателя), в 2012—2014 годах народный депутат Украины VII созыва, посол Украины в Республике Беларусь (2005—2006). Государственный служащий 1 ранга (2009), Чрезвычайный и Полномочный Посланник первого класса (2004).
Глава политсовета партии «Наша Украина» (2010—2012). Один из активных участников Евромайдана. Основатель гражданского объединения «Антикоррупционное движение» (2015), лидер политической партии «Справедливость». Кандидат в президенты Украины (2019).

## Биография
Родился 8 июня 1966 года в городе Запорожье. Отец — рабочий, мать — медсестра.

### Образование
По окончании средней школы с золотой медалью поступил в Харьковский университет на филологический факультет по специальности «Русский как иностранный», отучился один год и был призван в армию. Службу проходил в пехотных частях воинской части «Десна» в Черниговской области в 1984—1986 годах. После окончания срочной службы перевёлся на филологический факультет Киевского государственного университета имени Т. Г. Шевченко, который окончил в 1990 году с отличием по специальности — преподаватель и референт-переводчик.
После окончания университета с красным дипломом, с сентября 1990 по август 1991 года работал по распределению в Киевском инженерно-строительном институте преподавателем русского языка иностранным студентам. Был назначен заведующим отдела по работе с иностранцами.
В 1991 году ему была предложена учёба в Институте внешней разведки. В феврале 1994 года, по собственному желанию был отчислен из института и возвратился на Украину в распоряжение СБУ. В апреле 1994 года, на основании поданного рапорта старший лейтенант Наливайченко был уволен в запас приказом председателя СБУ Евгения Марчука «в связи со служебным несоответствием».
2020 — сентябрь 2022 — Институт последипломного образования КНУ им. Шевченка. Окончил с отличием и получил высшее юридическое образование.
Кроме украинского свободно владеет английским, финским и русским языками.
В 1991—1993 годах — переводчик ПО «Научпромкомплекс», с 1993 по май 1994 года — заместитель директора по экономике, маркетингу и менеджменту ООО «Качество» в Запорожье.

### Дипломатическая служба (1994—2006)
В течение 12 лет работал на дипломатической службе Украины. С 1994 по 1997 год — второй и первый секретарь посольства Украины в Финляндии, по совместительству в Дании и Норвегии; с июля по август 1998 года — первый секретарь, заведующий отделом консульского обеспечения интересов физических и юридических лиц Консульского управления Департамента консульской службы МИД Украины; с 2000 по 2001 год — советник, завотделом, заместитель начальника Консульского управления Департамента консульской службы МИД Украины. Входил в состав Координационного совета по вопросам предотвращения исчезновения людей.
С 2001 по 2003 год — консул посольства Украины в США.
С 2003 по 2004 год — директор Департамента консульской службы МИД Украины.
С 2004 по 2005 год — заместитель министра иностранных дел Украины. Член комиссии при Президенте Украины по вопросам гражданства, член межведомственного совета по вопросам координации мероприятий, направленных на борьбу с незаконной миграцией. Председатель делегации Украины на переговорах с Еврокомиссией относительно подписания соглашений об упрощении визового режима и о реадмиссии со странами-членами ЕС. За время его работы было подписано Соглашение с ЕС об упрощении визового режима и Соглашение с США, которое предусматривало, в частности, введение 5-летних американских виз для граждан Украины. Участвовал в обеспечении работы международных наблюдателей на выборах 2004 года.
С 30 декабря 2005 по 29 мая 2006 года — Чрезвычайный и Полномочный Посол Украины в Республике Беларусь.

### СБУ (2006—2010)

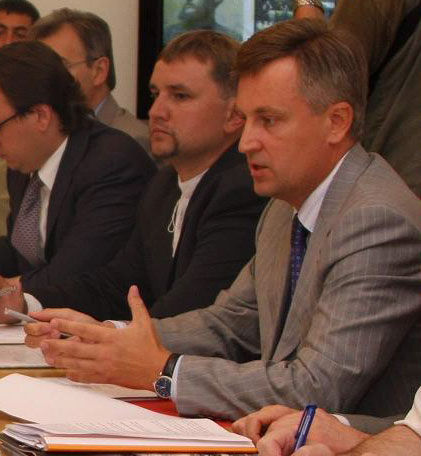
Круглый стол «Преступление Геноцида-Голодомора 1932-1933 гг. в Украине», 2009 год

В июне 2006 года был назначен президентом Украины Виктором Ющенко на должность первого заместителя председателя СБУ — руководителя Антитеррористического центра при СБ Украины.
22 декабря 2006 года назначен на должность Председателя Службы безопасности Украины и входит в состав Совета национальной безопасности и обороны Украины.
На этой должности инициировал процесс реформирования СБУ, основные усилия службы направил на борьбу с коррупцией, терроризмом, торговлей наркотиками, нелегальной продажей оружия, ввёл публичные механизмы «демократического общественного контроля» над деятельностью СБУ.
Занимается патриотическим воспитанием военнослужащих. Инициировал в 2009 году создание цикла патриотических песен, пригласив для их написания поэтов Вадима Крищенеко, Владимира Мельникова, Василия Иваницкого и композитора Александра Злотника.
СБУ при Наливайченко активно участвовала в реализации евроатлантической стратегии Украины. Наливайченко был инициатором создания совместной рабочей группы «Украина-НАТО» по вопросам военной реформы.
При нём архивы СБУ были рассекречены, оцифрованы и открыты для свободного доступа граждан, были созданы исследовательские центры для изучения и обнародования документов, касающихся различных периодов советской истории, в том числе голода 1932—1933 годов, сталинских репрессий, Второй мировой войны, Украинской повстанческой армии, послевоенных репрессий против подрывной деятельности против СССР (украинской интеллигентности). Граждане получили доступ к делам и документам членов их семей, преследовавшихся в советское время.
Наливайченко передал часть имущества бывшего КГБ СССР, в частности административное здание управления СБУ по Львовской области, местной общине. Впоследствии там был открыт Национальный музей-мемориал «жертв оккупационных режимов» во Львове «Тюрьма на Лонцкого».
При Наливайченко СБУ инициировало судебный процесс по Голодомору, в результате которого суд подтвердил выводы следователей СБУ об организации на территории УССР геноцида украинской национальной группы, то есть искусственного создания жизненных условий, рассчитанных на её частичное физическое уничтожение. Суд констатировал, что Сталин (Джугашвили), Молотов (Скрябин), Каганович, Постышев, Косиор, Чубарь и Хатаевич совершили преступление геноцида, предусмотренное ч. 1 ст. 442 Уголовного кодекса Украины (геноцид) и закрыл уголовное дело 13 января 2010 года в связи со смертью обвиняемых.
11 марта 2010 года, после победы на президентских выборах Виктора Януковича, уволен с должности.

### Политическая деятельность (2010—2014)

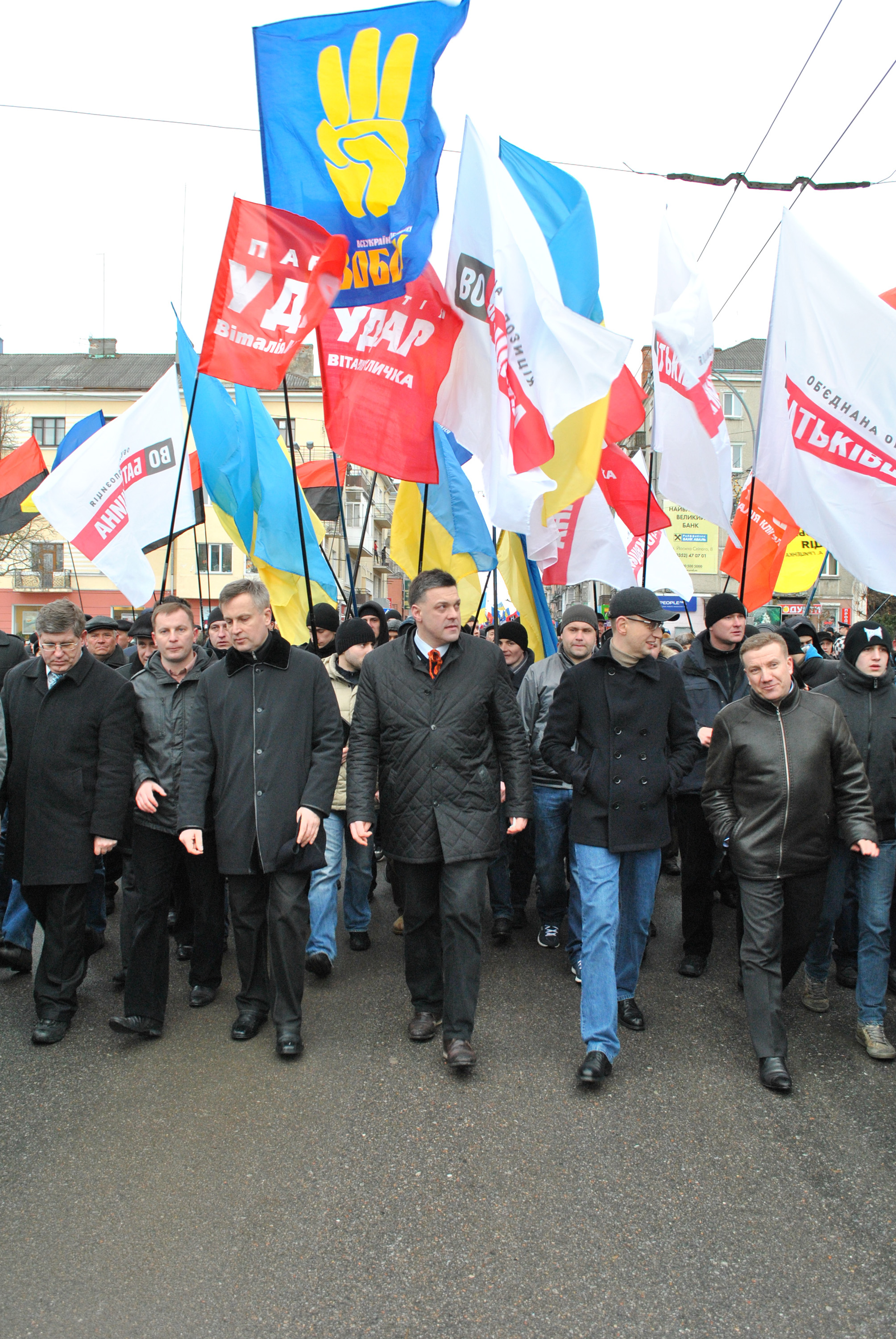
С Олегом Тягнибоком и Арсением Яценюком на марше «Вставай, Украина!». Тернополь, март 2013 года

В мае 2010 года Наливайченко объявил о создании и начале деятельности общественной инициативы «Обновление страны».
В сентябре 2010 года вступил в политическую партию «Наша Украина», был избран председателем политсовета партии. 24 мая 2012 года сложил с себя полномочия и вышел из партии по причине затягивания решения об участии в грядущих парламентских выборах в формате объединённой оппозиции, а самостоятельное участие партии или образование ею сепаратных альянсов на выборах противоречат его политической позиции.
1 августа 2012 года вступил в политическую партию «УДАР» Виталия Кличко. В октябре 2012 года был избран в Верховную раду Украины по избирательному списку партии «УДАР» (№ 3). На момент избрания работал руководителем группы советников ООО «Смайл Холдинг Украина». В Верховной раде — Первый заместитель председателя комитета Верховной рады Украины по иностранным делам, член постоянной делегации Верховной рады Украины в Парламентской ассамблее ОБСЕ.
Во время депутатской деятельности в Верховной раде, одним из двадцати помощников-консультантов Валентина Наливайченко с 1 апреля 2013 года по 25 февраля 2014 был Дмитрий Ярош, с которым их связывают многолетние дружеские отношения.

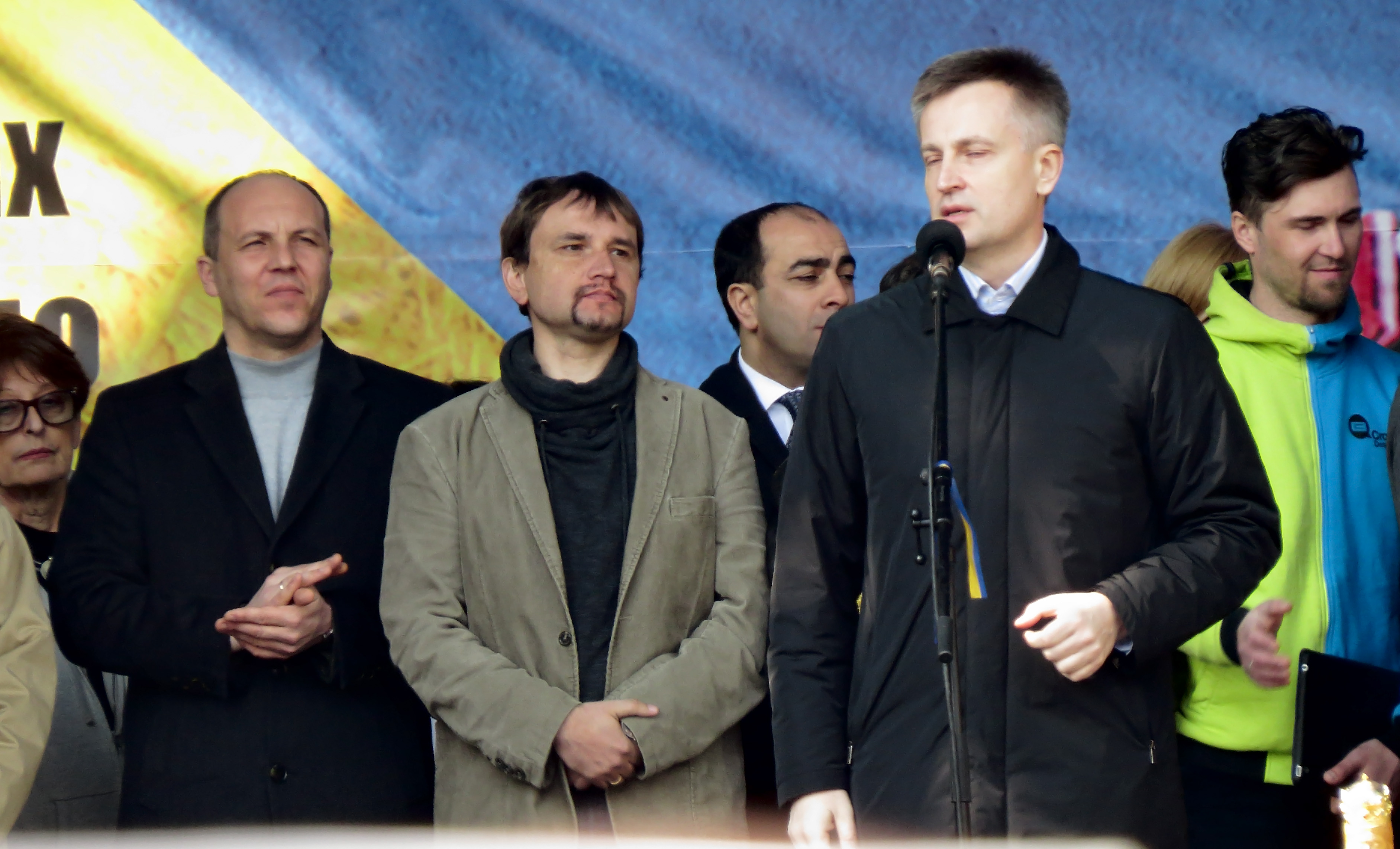
Валентин Наливайченко на сцене Евромайдана, март 2014 года

Поддерживает Наливайченко и возглавляемую Ярошем организацию «Тризуб».
В сентябре 2013 года Генеральная прокуратура Украины начала уголовное производство в отношении Наливайченко. Народные депутаты Верховной Рады сообщили, что он якобы выделил сотрудникам ЦРУ США кабинет в здании СБУ Украины и дал возможность ознакомиться с секретными документами, составляющими государственную тайну Украины. Аналогичную информацию в марте 2014 года озвучил экс-глава СБУ Александр Якименко, по мнению которого Валентин Наливайченко принадлежит к числу тех представителей новых украинских властей, кто напрямую связан со спецслужбами США. Якименко утверждает, что Наливайченко был завербован ЦРУ в годы работы на дипломатической службе в США в 2001—2003 годах, когда занимал должность генерального консула посольства Украины в США, и продолжал контакты с американскими спецслужбами после ухода с дипломатической службы. После смены власти на Украине в 2014 году новым руководством Генеральной прокуратуры в марте 2014 года уголовное производство было закрыто за отсутствием состава преступления.
Являлся активным участником Евромайдана.
После фактического отстранения Виктора Януковича от власти 22 февраля 2014 года Верховная рада назначила Наливайченко уполномоченным по контролю за деятельностью Службы безопасности Украины. В ночь с 22 на 23 февраля 2014 года, совместно с А. Аваковым и в сопровождении спецподразделений «Альфа» и «Сокол», пытался задержать Януковича в Крыму.

### СБУ (2014—2015)
24 февраля 2014 года Верховная рада Украины назначила Валентина Наливайченко председателем Службы безопасности Украины. С 28 февраля входит в состав Совета национальной безопасности и обороны Украины.
С начала вооружённого конфликта на юго-востоке Украины в апреле 2014 года, Служба безопасности Украины, возглавляемая Наливайченко, задействована в военном конфликте. Непосредственно в боевых действиях принимают участие бойцы спецподразделений СБУ. За время операции, по сообщению украинских СМИ, СБУ были задержаны и обезврежены ряд шпионов, диверсантов и высокопоставленных боевиков. Валентин Наливайченко периодически сообщает о разоблачениях СБУ российских шпионов, террористов и сепаратистов, которых задерживают и обезвреживают по всей Украине.
На посту главы СБУ Наливайченко отметился рядом резонансных заявлений:
- сразу после того, как 17 июля 2014 года в Донецкой области был сбит малайзийский Boeing, Валентин Наливайченко заявил, что самолёт был уничтожен российскими военными из зенитного ракетного комплекса «Бук»[44]. Также он сообщил, что задержаны двое возможных корректировщиков огня «Бука»[45]. Данную информацию опровергли в Минобороны РФ, заявив, что ни российская военная техника, ни военный персонал государственную границу с Украиной не пересекали, а корректировщики огня используются только для тех систем вооружений, цели которых расположены на земле[46].
- 19 февраля 2015 года Наливайченко обвинил помощника президента РФ Владислава Суркова в руководстве группами снайперов, обстреливавших людей на Майдане 20 февраля 2014 года, сославшись на допросы сотрудников спецподразделения СБУ «Альфа», которые дали «конкретные свидетельства о местоположении иностранных снайперских групп, которые целились и в митингующих… и в сотрудников Министерства внутренних дел» и о наличии документальных подтверждений этих показаний[47][48]. Министерством иностранных дел России заявления украинских спецслужб названы достойными психиатрического лечения и спекуляциями на смерти людей[49].
- 15 июня 2015 года Наливайченко обвинил бывшего заместителя генпрокурора Украины Анатолия Даниленко в «крышевании» незаконной деятельности компании «БРСМ-Нефть» (ставшей широко известной в связи с пожаром на её нефтебазе). Генеральный прокурор Украины Виктор Шокин поддержал Даниленко и дал распоряжение закрыть возбуждённое уголовное дело[50]. Считается, что данный конфликт стал одной из причин отставки Наливайченко[51].

19 декабря 2014 года Следственный комитет Российской Федерации возбудил уголовное дело в отношении Наливайченко. Он подозревается в клевете, организации применения запрещённых средств и методов ведения войны, воспрепятствовании законной профессиональной деятельности журналиста и похищении человека.
18 июня 2015 года Верховная Рада поддержала предложение президента Украины Петра Порошенко об увольнении главы СБУ Валентина Наливайченко. Решение поддержали 248 депутатов. На следующий день президент уволил заместителей председателя и начальника следственного управления СБУ. Порошенко предложил Наливайченко перейти на должность главы Службы внешней разведки, на что тот сначала дал своё согласие, однако затем отказался. В качестве одной из причин отставки президент назвал неудовлетворительное функционирование проверок на линии соприкосновения.
18 марта 2021 года Валентин Наливайченко обнародовал информацию об аннексии Крыма. Экс-глава СБУ детально описал хронологию событий 2010—2014 годов, назвал три этапа сдачи Крыма, имена виновных и рассказал о работе СБУ в этот период.
В апреле 2021 года заявил о коррупционной схеме НКРЭКУ с завышением цен на электроэнергию для государственных предприятий, о передаче дела СБУ по сейшельском офшоре главы НКРЭКУ Валерия Тарасюка.

### Политическая деятельность (2015 — н.в.)
С осени 2015 года — председатель «Антикоррупционного движения».
На президентских выборах 2019 года занял 12 место (0,22 %, 43 239 голосов).
На досрочных парламентских выборах 2019 года получил 3-е место в избирательном списке партии Батькивщина.

## Награды
- Медаль «За содействие в охране государственной границы Украины» (июль 2003 года)
- Орден князя Ярослава Мудрого V ст. (2007) — за весомый личный вклад в развитие конституционных принципов украинской государственности, многолетний добросовестный труд, высокий профессионализм и по случаю Дня Конституции Украины[62]
- Командор ордена «За заслуги перед Литвой» (07.2009)
- Орден князя Ярослава Мудрого ІV ст. (2010) — за значительные личные заслуги по защите государственных интересов Украины, активную деятельность в освещении правды о трагических страницах истории Украины, многолетний добросовестный труд[63]

## Государственные ранги
- Дипломатический ранг — Чрезвычайный и Полномочный Посланник 1-го класса (2004)[64]
- Государственный служащий 3-го ранга (2006)[65]
- Государственный служащий 2-го ранга (2007)[66]
- Государственный служащий 1-го ранга (2009)[67]